# Компаньони, Дебора
Дебора Компаньо́ни (итал. Deborah Compagnoni, род. 4 июня 1970 года в Бормио, провинция Сондрио, Италия) — итальянская горнолыжница, трёхкратная олимпийская чемпионка и трёхкратная чемпионка мира. Наиболее успешно выступала в гигантском слаломе.

## Спортивная биография
Чемпионка мира среди юниоров в гигантском слаломе 1987 года и двукратный бронзовый призёр чемпионатов мира среди юниоров в скоростном спуске (1986, 1987).
Дебютировала в Кубке мира 28 ноября 1987 года на трассе супергиганта в итальянском Сестриере. Впервые поднялась на подиум на этапе Кубка мира 8 декабря 1991 года на трассе гигантского слалома в итальянской Санта-Катерине.
За карьеру 113 раз стартовала на этапах Кубка мира и 44 раза поднималась на подиум — 16 побед, 15 вторых мест и 13 третьих.
На момент победы на олимпийской трассе супергиганта в Альбервиле-1992 на счету 21-летней Деборы была всего одна победа на этапах Кубка мира.
Там же в Альбервиле на трассе гигантского слалома Дебора серьёзно травмировала колено, что заставило её в дальнейшем отказаться от участия в скоростных дисциплинах — скоростном спуске и супергиганте — и сконцентрироваться на гигантском слаломе и слаломе.
В связи с тем, что Дебора практически не участвовала в скоростных дисциплинах, ей так и не удалось ни разу попасть в тройку лучших общего зачёта Кубка мира — она была четвёртой в 1997 и 1998 годах. Единственный малый Хрустальный глобус по итогам сезона был завоёван в 1997 году в гигантском слаломе.
В 1994 году на Олимпиаде в Лиллехаммере Компаньони была знаменосцем сборной Италии и выиграла там гигантский слалом.
В 1998 году на Олимпиаде в Нагано Компаньони второй раз подряд выиграла олимпийский гигантский слалом. Ещё лишь двум горнолыжницам в истории удавалось выиграть одну и ту же дисциплину на двух Олимпиадах подряд — немка Катя Зайцингер первенствовала в скоростном спуске в 1994 и 1998 годах, а хорватка Яница Костелич выигрывала комбинацию на Олимпиадах 2002 и 2006 годов. При этом в Нагано Компаньони стала первой горнолыжницей в истории, которая сумела завоевать золотые медали на трёх Олимпиадах. Там же в Нагано Компаньони была близка к победе в слаломе, но уступила всего 0,06 сек немке Хильде Герг.
Свою последнюю победу на этапах Кубка мира Дебора одержала на трассе гигантского слалома 6 января 1998 года в родном Бормио.
Завершила спортивную карьеру в марте 1999 года вскоре после чемпионата мира в США в возрасте 28 лет.

## Результаты на крупнейших соревнованиях

### Зимние Олимпийские игры
| Олимпийские игры | Скоростной спуск | Супергигант | Гигантский слалом | Слалом | Комбинация |
| ---------------- | ---------------- | ----------- | ----------------- | ------ | ---------- |
| 1992 Альбервиль  | —                | 1           | DNF1              | —      | —          |
| 1994 Лиллехаммер | —                | 17          | 1                 | 10     | —          |
| 1998 Нагано      | —                | —           | 1                 | 2      | —          |

### Чемпионаты мира
| Чемпионат мира       | Скоростной спуск | Супергигант | Гигантский слалом | Слалом | Комбинация |
| -------------------- | ---------------- | ----------- | ----------------- | ------ | ---------- |
| 1993 Мориока         | —                | 5           | DNF1              | DNF1   | —          |
| 1996 Сьерра-Невада   | —                | —           | 1                 | DNF1   | —          |
| 1997 Сестриере       | —                | —           | 1                 | 1      | —          |
| 1999 Вейл/Бивер-Крик | —                | —           | 7                 | 8      | —          |

### Выигранные Кубки мира
- Гигантский слалом — 1997

### Победы на этапах Кубка мира (16)
- Гигантский слалом — 13
- Супергигант — 2
- Слалом — 1

## После окончания карьеры
В августе 2000 года у Компаньони родилась дочь, которую назвали Агнесс. Затем Дебора родила ещё двух детей — Тобиаса и Луче. Муж Деборы — Алессандро Беннетон (род. 1964), сын владельца фирмы United Colors of Benetton.
В феврале 2006 года Дебора принимала участие в церемонии открытия зимних Олимпийских игр в Турине. В самом конце эстафеты олимпийского огня Компаньони получила факел от олимпийского чемпиона 1976 года в слаломе Пьеро Гроса, а затем передала его Стефании Бельмондо, которая через несколько мгновений зажгла огонь туринской Олимпиады.